# Jagdschloss Malepartus

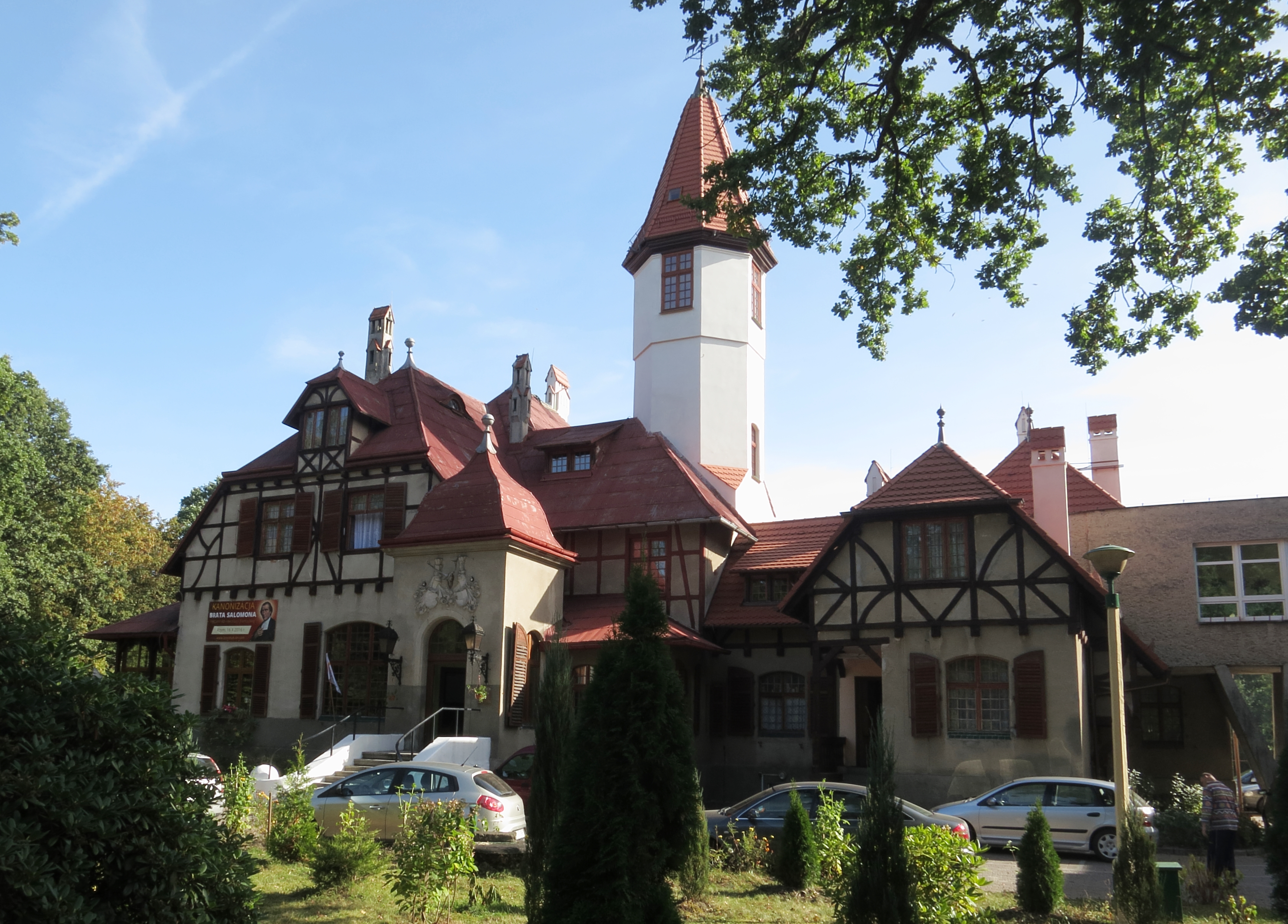
Blick auf das Jagdschloss

Das Jagdschloss Malepartus (auch Jagdschloss Kunten oder Ottowald) im oberschlesischen Zawadzkie (Zawadzki) stammt aus der Mitte des 19. Jahrhunderts. Es befindet sich in dem Weiler Kąty (Kunten) am Fluss Malapane. Zeitweise bildete das Gebiet den Gutsbezirk Malepartus.
Das Jagdschloss besteht teilweise aus Fachwerk, der Großteil aus verputzten Ziegelfassaden und es hat einen markanten sechseckigen Turm. Über dem Eingang befinden sich Wappen. Es ist eine der wichtigsten Sehenswürdigkeiten der Stadt. Seit dem 25. Februar 1986 steht es unter Denkmalschutz. Heute ist es Sitz eines Bildungs- und Naturzentrums, das durch das Forstamt Zawadzkie betrieben wird. Neben einer Rhododendronsammlung und einer Grotte findet man in der Nähe Naturlehrpfade und weitere Attraktionen.

## Geschichte
Im 19. Jahrhundert ließ der schlesische Adelige Andreas Maria von Renard (1795–1874) in diesem Gebiet einen Tiergarten mit Wildtieren anlegen. Überliefert wurde dieser am 31. Mai 1827 auf Landkarten. Der Tiergarten hatte eine Größe von 4850 Hektar. Man hielt in diesem Gebiet Sikahirsche, Karpatenhirsche, Damhirsche und Mufflons. 1856 ließ Andreas Maria von Renard in diesem Tiergarten ebenfalls das Jagdschloss in Kunten erbauen. Bis 1880 war hier ebenfalls das örtliche Forstamt ansässig. Das Forstamt wurde in Eichhorst neu erbaut. Seit 1910 war Graf Franz Hubert von Tiele-Winckler aus Moschen Eigentümer des Schlosses. 1945 wurde das Schloss durch den polnischen Staat konfisziert und verstaatlicht. Zunächst wurde es durch die Lasy Państwowe (Staatsforste) genutzt, dann wurde am 17. März 1953 darin ein Sozialhilfeheim eröffnet, das von den Armen Schulschwestern von Unserer Lieben Frau betreut wurde. 1976 wurde es den Brüdern der christlichen Schulen verkauft. An das ursprüngliche Jagdschloss wurden neue Anbauten gebaut. Derzeit befindet sich ein Kinderheim/Pflegeheim für Kinder in Teilen der Gebäude sowie ein Bildungs- und Naturzentrum.
In einem Gedicht des Schriftstellers Hans Niekrawietz (1896–1983) mit dem Titel „Malepartus“ wird das Jagdschloss literarisch erwähnt.